# Кронщат
 Тази статия е за града в Русия.  За града в Румъния вижте Брашов.  
Кронща́т (на руски: Кроншта́дт; от немски: Krone – „корона“, и Stadt – „град“) е град-крепост и пристанище в Русия, административен център на Кронщатски район на град от федерално значение на Руската федерация Санкт Петербург.
Крепостта е изградена по проект на швейцарския архитект Доменико Трезини.

## География
Население 43 005 жители (2010). Намира се на остров Котлин във Финския залив на Балтийско море. Отстои на 30 км на запад-северозапад от Санкт Петербург.
Охранява морските подстъпи към бившата столица. Седалище е на командването на Балтийския военноморски флот на Русия.

## Транспорт
До 1983 г. до острова може да се стигне само по вода. Днес Котлин е съединен със северния и южния бряг на Финския залив чрез околовръстен път (кольцевая автодорога, КАД), преминаваща по Комплекса от защитни съоръжения на Санкт Петербург от наводнения (КЗС). На 12 август 2011 г. е открит тунел от 2 км под Финския залив.

## Култура
През 1990 г. историческият център на града влиза в списъка на световното наследство на ЮНЕСКО като съставна част на обекта „Исторически център на Санкт Петербург и свързани с него комплекси паметници“). „воин“
На Кронщат е присвоено званието „град на воинската слава“ (город воинской славы) през април 2009 г.
По времето на имп. Петър Велики бил построен дървен храм в чест на св. апостол Андрей, който в началото на 19 в. е изграден от камък, но през 1932 г. болшевишката власт го разрушава. През 2018 г. е взето решение за неговото възстановяване.

## Родени в Кронщат
- Николай Гумильов
- Пьотър Капица

## Други
На Кронщадт е наречена улица в квартал „Модерно предградие“ в София (Карта).